# Tom Green
Thomas Green (* 4. září 1991) je australský herec a tanečník, kterého proslavila role Sammyho Liebermana v seriálu Taneční akademie. Jeho dalšími významnými rolemi byly role Kipa Wamplera v seriálu Camp a Thomase Laskyho v seriálu Halo 4: Forward Unto Dawn.

## Životopis
Svou profesionální kariéru započal v roce 2007. Poprvé si zahrál v televizním filmu Emerald Falls po boku Vince Colosimo, Georgie Parker a Catherine McClements. Svou divadelní kariéru odstartoval rolí Phillipa v novele Lockie Leonard v Merrigong Theatre Company v roce 2007.
V roce 2008 hrál ve dvou krátkých filmech, Vafadar a The Ground Beneath. Za druhý jmenovaný film byl nominován na cenu v rámci AACTA Awards pro mladého herce a na St. Kilda Film Festival dokonce vyhrál cenu pro nejlepšího herce v tomto filmu.
Dne 13. června 2009 začal natáčet televizní seriál Taneční akademie. V témže roce také účinkoval v divadelní hře The Nargun and the Stars na festivalech v Perthu a Sydney.
V roce 2012 hrál v dramatu Roberta Cartera Thirst spolu s Hanna Mangan-Lawrence, Myles Pollard a Victoria Haralabidou.

## Filmografie
| Rok       | Název                     | Role             |
| --------- | ------------------------- | ---------------- |
| 2008      | Emerald Falls             | Zac Ferguson     |
| 2008      | The Ground Beneath        | Kaden            |
| 2008      | Vafadar                   | Vafa             |
| 2009      | Voyeurnet                 | Trent            |
| 2009      | Home and Away             | Dexter Walker    |
| 2009      | Beneath Hill 60           | Hutchings        |
| 2010–2012 | Dance Academy             | Samuel Lieberman |
| 2012      | Thirst                    | Zac              |
| 2012      | Halo 4: Forward Unto Dawn | Thomas Lasky     |
| 2013      | Camp                      | Kip Wampler      |
| 2015      | Downriver                 | Anthony          |
| 2022      | Of an Age                 | Adam             |

## Divadlo
| Rok  | Název                    | Lokace                                             | Role    |
| ---- | ------------------------ | -------------------------------------------------- | ------- |
| 2005 | Lockie Leonard           | Merrigong Theatre Company, Wollongong              | Phillip |
| 2009 | The Nargun and the Stars | Perth International Arts Festival, Sydney Festival | Simon   |

## Ocenění a nominace
| Rok  | Ceremomiál              | Cena                  | Za roli v          | Výsledek  |
| ---- | ----------------------- | --------------------- | ------------------ | --------- |
| 2008 | AFI Awards              | AFI Young Actor Award | The Ground Beneath | nominace  |
| 2009 | St. Kilda Film Festival | Best Actor            | The Ground Beneath | vítězství |